# Robert Franz Müller
Robert Franz Müller (* 26. Juni 1864 in Wien; † 15. Februar 1933 ebenda) war ein anerkannter österreichischer Beethoven-, Mozart-, Schubert-, Strauss- und Franz-von-Suppè-Forscher.

## Leben und Werk
Robert Franz Müller, der Klavier, Orgel, bei Joseph Hellmesberger senior Violine und bei Anton Bruckner Kontrapunkt gelernt hat, musste nach der Matura der von ihm gewünschten Künstlerlaufbahn entsagen und stattdessen in den Staatsdienst eintreten, von dem er nach vier Jahrzehnten als Oberrechnungsrat in den Ruhestand gewechselt ist. In seiner Freizeit widmete er sich allerdings als Komponist und Chormeister der praktisch ausgeübten Musik sowie als Historiker der musikhistorischen Forschung, deren Ergebnisse er in zahlreichen Zeitungs- und Zeitschriftenbeiträgen veröffentlicht hat. In diesem Zusammenhang berichtet der Musikwissenschaftler Michael Lorenz, der Robert Müllers Leben, Werk und Wirken detailliert recherchiert und dokumentiert hat, dass der verdiente Beethoven-, Mozart-, Schubert- und Strauss-Forscher Müller in Wiener Archiven wertvolle Akten und Dokumente gestohlen hat, von denen nach Müllers Tod eine unbestimmte Auswahl von Müllers Sohn retourniert wurden. Robert Müllers Diebstählen ist allerdings zu verdanken, dass einige musikhistorisch wertvolle Akten und Dokumente, die er sich für seine Forschungstätigkeit unrechtsmäßig angeeignet hat, deswegen dem Justizpalastbrand entkommen sind und heute der Nachwelt zur Verfügung stehen. Demgemäß hat der Suppè-Forscher Andreas Weigel bedauert, dass Müller, dessen akribischem Aktenstudium die Nachwelt grundlegende Korrekturen zu Franz von Suppès Biografie verdanke, die von ihm 1926 ausgewerteten Landrechtsakten über Suppè nicht auch gestohlen habe, was diese essentiellen Verlassenschafts- und Pupillar-Akten, die verbindliche Informationen über Suppès väterliche und mütterliche Vorfahren sowie seine Lebens- und Ausbildungszeit in Zadar (bis 1835) und Wien (bis 1838) enthielten, vor den Flammen des Justizpalastbrandes gerettet hätte.
Robert Müllers Nachlass befindet sich in der Österreichischen Nationalbibliothek für die sein Sohn Othmar Johannes Müller eigens eine „kurze biographische Skizze über Robert Franz Müller“ verfasst hat, die über Müllers Leben und Wirken Aufschluss gibt.

## Nachlass
- Robert Franz Müllers Nachlass in der Österreichischen Nationalbibliothek.